# نزدیکتر به لبه
«نزدیکتر به لبه» (به انگلیسی: Closer to the Edge) تک‌آهنگی از ترتی سکندز تو مارس است که در ۲۰ اوت ۲۰۱۰ منتشر شد. این تک‌آهنگ در آلبوم این جنگ است قرار داشت.